# Toqabaqita
Le toqabaqita (aussi appelé to’abaita, malu, malu’u) est une langue océanienne parlée par environ 12 600 locuteurs aux Salomon, plus précisément dans le nord de l’île Malaita. Il appartient à la famille des langues des Salomon du Sud-Est.
Le toqabaqita est proche des langues voisines (baeggu, baelelea, fataleka, lau), si bien que le linguiste Darrell Tryon les a considérés comme des dialectes d’une même langue, mais les locuteurs du toqabaqita les considèrent comme des langues séparées.
La plupart des locuteurs du toqabaqita parlent le pijin, la langue véhiculaire des Salomon. Beaucoup d’entre eux ont aussi une connaissance de l’anglais.

## Classification

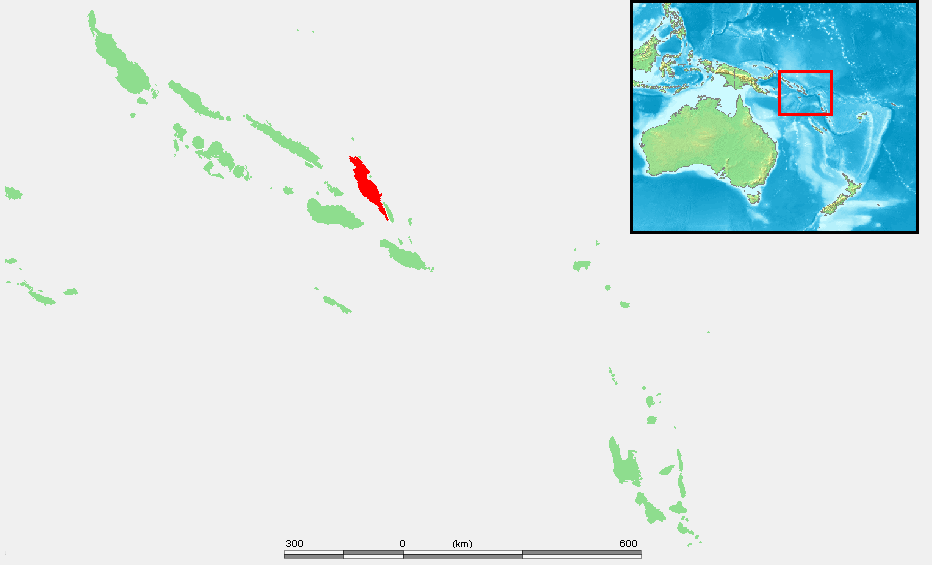
Malaita, l’île où est parlé le toqabaqita

Comme la majorité des langues des Salomon, le toqabaqita appartient à la famille des langues océaniennes, elle-même appartenant à l’immense famille des langues austronésiennes.
Au sein des langues océaniennes, il appartient aux branches suivantes :
- langues océaniennes centrales et orientales,
- langues des Salomon du Sud-Est,
- langues malaita-san cristobal,
- langues malaita,
- langues malaita nord-centrales,
- langues du nord de Malaita.

## Prononciation et écriture
Les conventions orthographiques employées pour écrire le toqabaqita sont indiquées dans les tableaux ci-dessous, à côté de la prononciation correspondante.

### Consonnes
Le toqabaqita a dix-sept phonèmes consonantiques.
|            |            | Bilabiales | Dentale | Alvéolaires | Labiales-vélaires | Vélaire | Glottale |
| ---------- | ---------- | ---------- | ------- | ----------- | ----------------- | ------- | -------- |
| Occlusives | Sourdes    |            |         | /t/ t       | /k͡p/ kw           | /k/ k   | /ʔ/ q    |
| Occlusives | Sonores    | /b/ b      |         | /d/ d       | /ɡ͡b/ gw           | /ɡ/ g   |          |
| Nasales    | Nasales    | /m/ m      |         | /n/ n       |                   | /ŋ/ ng  |          |
| Roulée     | Roulée     |            |         | /r/ r       |                   |         |          |
| Fricatives | Fricatives | /ɸ/ f      | /θ/ th  | /s/ s       |                   |         |          |
| Latérale   | Latérale   |            |         | /l/ l       |                   |         |          |
| Spirante   | Spirante   |            |         |             | /w/ w             |         |          |

Les occlusives voisées ainsi que /w/ sont prénasalisées. Cependant, la prénasalisation de /b/ et /d/ en début de mot est faible, voire inexistante dans le cas de /d/. La prénasalisation est parfois omise quand les locuteurs s’adressent aux jeunes enfants ou à quelqu’un qui ne connaît pas bien la langue.
Entre deux voyelles, /θ/ et /ɸ/ sont voisés et se prononcent respectivement [ð] et [β].

### Voyelles
Le toqabaqita a cinq voyelles.
|          | Antérieures | Centrale | Postérieures |
| -------- | ----------- | -------- | ------------ |
| Fermées  | /ɪ/ i       |          | /ʊ/ u        |
| Moyennes | /ɛ/ e       |          | /ɔ/ o        |
| Ouverte  |             | /a/ a    |              |

Les voyelles peuvent être longues :
- en début de mot : one [ɔːnɛ] (« sable ») ;
- quand deux voyelles identiques se suivent, la deuxième est longue si la première est accentué (à moins qu’elle ne se trouve en début de mot, car deux voyelles consécutives ne peuvent pas être longues) : doo [ˈdɔɔː] (« chose ») ;
- quand deux voyelles se suivent, la première est longue si aucune des deux n’est accentuée : lakoo ˈlakɔːɔ (« ça »).

/a/ est prononcé [ə] si elle est brève et qu’une des syllabes adjacentes contient une voyelle fermée : iana [ɪːəna] (« être enceinte »), baqu [bəʔʊ] (« banane »).

### Syllabes
Les syllabes sont de la forme (C)V, c’est-à-dire qu’elles contiennent une voyelle est commencent éventuellement par une consonne. Il ne peut donc pas y avoir plusieurs consonnes qui se suivent ou de mots terminé par une consonne.

## Grammaire

### Pronoms personnels
Le toqabaqita, comme d’autres langues océaniennes, a des pronoms personnels pour trois nombres (singulier, duel, pluriel) sans distinction de genre et avec un « nous » exclusif et inclusif.
| Personne | Personne  | Singulier | Duel     | Pluriel            |
| -------- | --------- | --------- | -------- | ------------------ |
| 1re      | Inclusive | —         | koro     | kulu               |
| 1re      | Exclusive | nau       | kamareqa | kamiliqa, kamaliqa |
| 2e       | 2e        | qoe, qoo  | kamaroqa | kamuluqa, kamaluqa |
| 3e       | 3e        | nia       | keeroqa  | kera, kiiluqa      |